# Mara Thompson
Marie-Josephine Mara Thompson (sinh ngày 04 tháng 10 năm 1961) là một chính trị gia, nhà giáo dục người Barbados và góa phụ của Thủ tướng Barbados thứ sáu David Thompson sinh ra tại Saint Lucian, người đã chết trong văn phòng vào ngày 23 tháng 10 năm 2010. Thompson đã giành chiến thắng trong cuộc bầu cử đặc biệt để kế vị chồng trong khu vực bầu cử Saint John vào thứ Năm ngày 20 tháng 1 năm 2011, giữ ghế cho Đảng Lao động Dân chủ.

## Tiểu sử

### Cuộc sống cá nhân
Thompson tên khai sinh Marie-Josephine Mara Giraudy sinh tại Saint Lucia vào ngày 4 tháng 10 năm 1961 với cha mẹ là Monica và Henry Giraudy. Cha của bà, Henry Giraudy QC là một luật sư và chính trị gia nổi tiếng của Saint Lucia, người có biệt danh là "Chủ tịch" do vị trí cao trong Đảng Công nhân Thống nhất (UWP). Henry Giraudy từng là Chủ tịch Thượng viện St. Lucia tại một thời điểm.
Thompson đã tham dự trường học tại St Joseph's Convent ở Castries, Saint Lucia. Bà là một sinh viên tại Đại học Western Ontario từ năm 1979 đến 1983, nơi bà nhận bằng Cử nhân Nghệ thuật về giáo dục thể chất. Sau đó, bà theo học tại Đại học Howard ở Washington DC từ năm 1986 đến 1988 và lấy bằng Thạc sĩ Khoa học về giáo dục thể chất. Bà cũng có chứng chỉ về giáo dục trợ giảng tại Đại học Cộng đồng Barbados, nơi bà theo học từ năm 2005 đến năm 2007.
Mara và chồng cô, cố David David, có ba cô con gái - Misha, Oya và Osa-Marie. Thompson và gia đình cô cư trú tại Mapps, St. Philip.

### Nghề nghiệp
Mara Thompson đã dạy môn giáo dục thể chất tại các trường học trên khắp vùng Caribbean và Hoa Kỳ trong khoảng thời gian từ năm 1986 đến năm 2005. Bà phục vụ tại các khoa của Trường Owl ở Washington DC; Trường Trung học Phổ thông và Trường chuẩn bị tại Kingston, Jamaica; Trường trung học tổng hợp Castries ở Saint Lucia; Trường Christ Church Foundation và Trường Comber 4.0.3, cả ở Barbados. Bà đã làm việc như một trợ lý luật sư tại công ty luật của chồng mình, Thompson & Associates, sau khi nhận được chứng chỉ trợ lý luật sư vào năm 2007.[5]